# Sierra de Libar
Sierra de Libar är ett berg i Spanien.   Det ligger i provinsen Provincia de Cádiz och regionen Andalusien, i den södra delen av landet, 400 km söder om huvudstaden Madrid. Toppen på Sierra de Libar är 1 048 meter över havet.
Terrängen runt Sierra de Libar är huvudsakligen kuperad, men österut är den bergig. Runt Sierra de Libar är det glesbefolkat, med 15 invånare per kvadratkilometer. Närmaste större samhälle är Ubrique, 7,3 km väster om Sierra de Libar. 